# Nilo Peçanha
Nilo Procópio Peçanha (Campos dos Goytacazes, Río de Janeiro, 3 de octubre de 1867-Río de Janeiro, 31 de marzo de 1924) fue un político y abogado brasileño. Presidente del Estado de Río de Janeiro (1903-1906), vicepresidente de Brasil en 1906, en 1909 asumió como Presidente constitucional de Brasil después de la muerte del presidente Afonso Pena.

## Biografía
Nació en una familia muy pobre, hijo de un panadero conocido como el Sebastião da Padaria ('Sebastià de la panadería'). Se decía que era mulado, pero muchos historiadores dudan de que fuera realmente un descendiente de esclavos. En cualquier caso, sus orígenes fueron muy humildes: él aún contaba haber sido criado con "pão dormido e paçoca" ('pan duro y mantequilla de cacahuete').
Se graduó en la Facultad de Derecho de Recife (1887). Fundador y presidente del Club Republicano de Campos y del Partido Republicano Fluminense - PRF, en Campos-RJ (1888). Fue diputado a la Asamblea Nacional Constituyente (1890-1891), diputado federal por el Partido Republicano Fluminense (1891-1903) y senador (1903). Renunció como senador para asumir la presidencia del estado de Río de Janeiro (1903-1906). Fue uno de los firmantes del Acuerdo Taubaté-SP, siendo presidente de Río de Janeiro, así como de los presidentes de São Paulo y Minas Gerais (1906). Fue elegido vicepresidente de la República en 1906 y asumió la presidencia el 14 de junio de 1909. En 1912, fue elegido senador por Río de Janeiro, estado del que volvió a ser presidente entre 1914 y 1917. Fue ministro de Asuntos Exteriores (1917) en el gobierno de Delfim Moreira y en 1921 se postuló para presidente de la República por el partido Reacción Republicana, siendo derrotado en las urnas por Artur Bernardes. Senador por Río de Janeiro (1918-1920). Murió en Río de Janeiro, el 31 de marzo de 1924.

## Presidencia constitucional de la República
Durante el corto periodo de gobierno de Nilo Peçanha, hubo una intensa disputa por la presidencia entre los candidatos Hermes da Fonseca, sobrino del expresidente Deodoro da Fonseca, y Rui Barbosa. Políticos del estado de São Paulo y de Minas Gerais, antes aliados, ahora apoyaban candidatos diferentes. São Paulo y Bahía apoyaban Rui Barbosa, mientras Minas Gerais y Rio Grande do Sul apoyaban Hermes. Nilo Peçanha enfrentó el agravamiento de las tensiones entre las oligarquías políticas "paulista" y "mineira".

## Ministros
| 1 | Agricultura, Industria y Comercio | Antônio Cândido Rodrigues           |
| 1 | Agricultura, Industria y Comercio | Francisco Sá                        |
| 1 | Agricultura, Industria y Comercio | Rodolfo Nogueira da Rocha Miranda   |
| 2 | Finanzas                          | José Leopoldo de Bulhões Jardim     |
| 3 | Guerra                            | Luís Mendes de Morais               |
| 3 | Guerra                            | Carlos Eugênio de Andrade Guimarães |
| 3 | Guerra                            | José Bernardino Bormann             |
| 4 | Justicia y negócios interiores    | Augusto Tavares de Lira             |
| 4 | Justicia y negócios interiores    | Esmeraldino Olímpio Torres Bandeira |
| 5 | Marina                            | Alexandrino Faria de Alencar        |
| 6 | Relaciones Exteriores             | José Maria da Silva Paranhos Júnior |
| 7 | Obras Públicas                    | Miguel Calmon du Pin e Almeida      |
| 7 | Obras Públicas                    | Francisco Sá                        |